# Austropetalia tonyana
Austropetalia tonyana – gatunek ważki z rodziny Austropetaliidae. Jest endemitem południowo-wschodniej części Australii.